# Pelote valencienne
 (avril 2024).
Si vous disposez d'ouvrages ou d'articles de référence ou si vous connaissez des sites web de qualité traitant du thème abordé ici, merci de compléter l'article en donnant les références utiles à sa vérifiabilité et en les liant à la section « Notes et références ».
La pelote valencienne (en valencien Pilota valenciana) est un sport de balle à main pratiqué essentiellement dans la Communauté valencienne (communauté autonome d'Espagne), et comportant différentes règles, dans lequel un ou plusieurs joueurs formant deux équipes s’affrontent en lançant une pelote. Celle-ci est envoyée à main nue ou légèrement protégée.

## Histoire

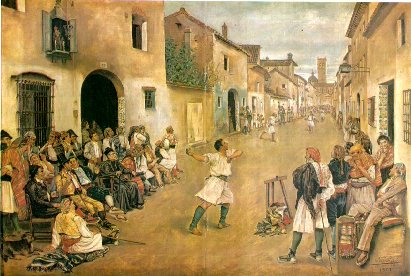
Joc de pilota, de Josep Bru i Albinyana. 1881

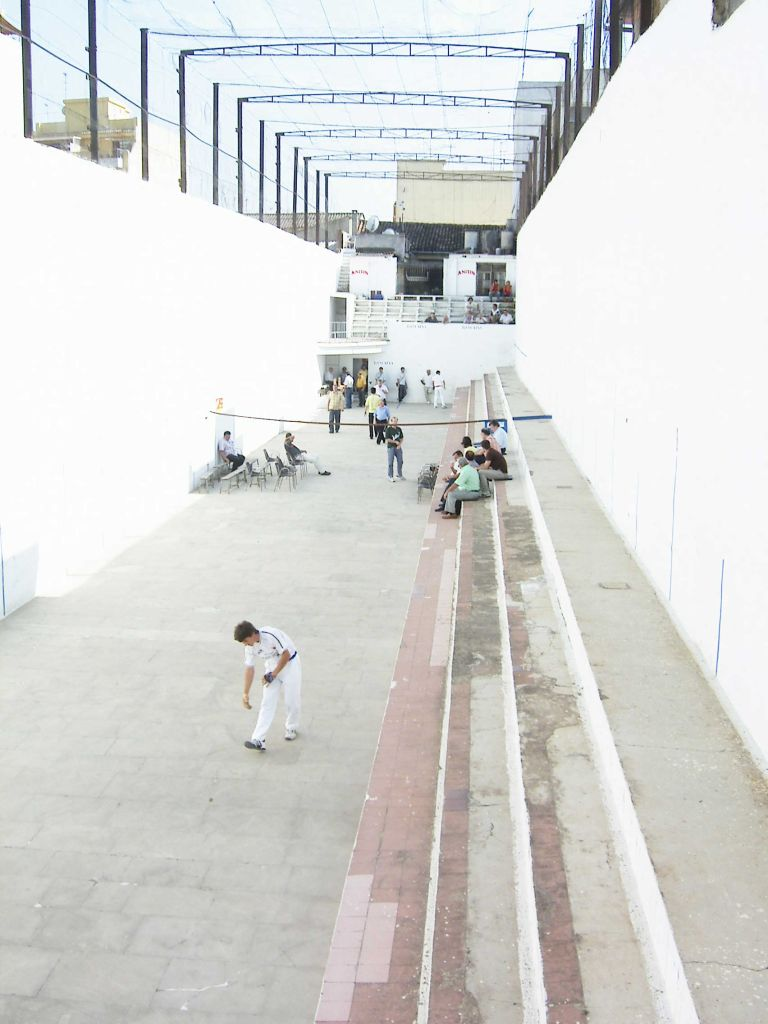
Trinquet.

Le nom « Pelote valencienne » est utilisé pour la distinguer de la pelote basque qui se joue généralement contre un mur ou un fronton.
Les origines de la pelote valencienne ne sont pas connues précisément. On pense qu’elle provient de l’ancien jeu de paume, tout comme le laxoa et le rebot basques, la longue paume française ou la pallone italienne ; le llargues valencien en est d’ailleurs très proche.
En 1292 à Paris il y avait 13 fabricants de balles et les tripots (aires de jeu) étaient nombreux. Le jeu de paume fut d’abord pratiqué à la main et le décompte des points était très proche de celui de la pelote valencienne. Il y a tant de ressemblances entre le jeu de paume et la pelote valencienne qu’au XVIe siècle l’humaniste Jean Louis Vivès les comparait dans ses Dialogues et déclarait « qu’ils étaient identiques hormis quelques points de détails ».
Ce fut un jeu très populaire dans la Couronne d'Aragon où il était pratiqué par les nobles et même le roi. En 1305, l’humaniste Arnaud de Villeneuve recommanda même sa pratique au roi Jacques II d'Aragon. Le succès du jeu fut aussi à l’origine de son déclin. Pour éviter les accidents, sa pratique fut interdite dans les rues par le conseil communal de Valence le 14 juin 1391. Elle fut seulement autorisée dans les lieux fermés que seuls les plus fortunés purent construire ; au XVIe siècle, on en comptait 13 dans la seule ville de Valence. Au Royaume de Valence, on utilisait une aire de jeu spécialement destinée à la pelote : le trinquet. Cela permit au jeu de se maintenir alors que dans les autres parties de la Couronne sa pratique finit par disparaître.
Malgré cette interdiction, le jeu continua donc de se développer dans le Royaume de Valence. Vers le milieu du XVIe siècle, on comptait jusqu'à treize trinquets dans la capitale. Périodiquement, on revoit des arrêtés d’interdiction de jouer dans la rue.
Vers le milieu du XIXe siècle, les Basques cessent de jouer face à face et commencent à jouer contre un fronton. À la même époque, le tennis apparaît. Ce sport similaire mais moins dur physiquement limita la diffusion de la pelote à main à la région de Valence et quelques petites régions de Belgique, de Hollande, du nord de la France et de l’Italie.
À partir de ce moment, et jusqu’au milieu du XXe siècle, on entre dans l’âge d’or de la pelote valencienne. Les matchs font l’objet de paris considérables. Les joueurs sont alors considérés comme des héros populaires. Roquet de Penàguila, Bandera, Melero, Bota, El Nene, El Paler ou El Pilotero furent les plus célèbres.
Dans les années 1960, on crut que ce sport allait disparaître. Plusieurs raisons en étaient la cause : le succès des sports de masse (en particulier le football), l’expansion urbaine qui provoquait la destruction de nombreux trinquets, l’augmentation de la circulation automobile dans les rues qui rendait impossible le jeu en ville et l’influence de la culture castillane qui ne reconnaissait pas à ce jeu un véritable statut.
C’est un pelotari, Fancisco Cabanes dit « El Genovès », qui relança l’engouement pour la pelote valencienne. Le renouveau de ce sport s’est produit en même temps que l’épanouissement des régions autonomes en Espagne. La Fédération de Pelote Valencienne se sépara de la fédération espagnole qui ne reconnaissait que le jeu basque. Cela permit d’organiser de nombreux tournois officiels qui augmentèrent l’intérêt des compétitions et une plus grande professionnalisation des joueurs. La télévision publique valencienne fit un réel effort de diffusion de ce sport tant au niveau de la retransmission des matchs que de la couverture journalistique. Le gouvernement local fit entrer l’instruction de ce sport dans les écoles et les collèges. Ainsi, tous les nouveaux établissements scolaires doivent maintenant être équipés pour la pratique de la pelote.
On peut dire qu’aujourd’hui la pelote valencienne connaît un renouveau exceptionnel et qu’elle a devant elle un avenir certain.

## Installations
Il est possible de jouer à la pelote valencienne dans différents endroits.

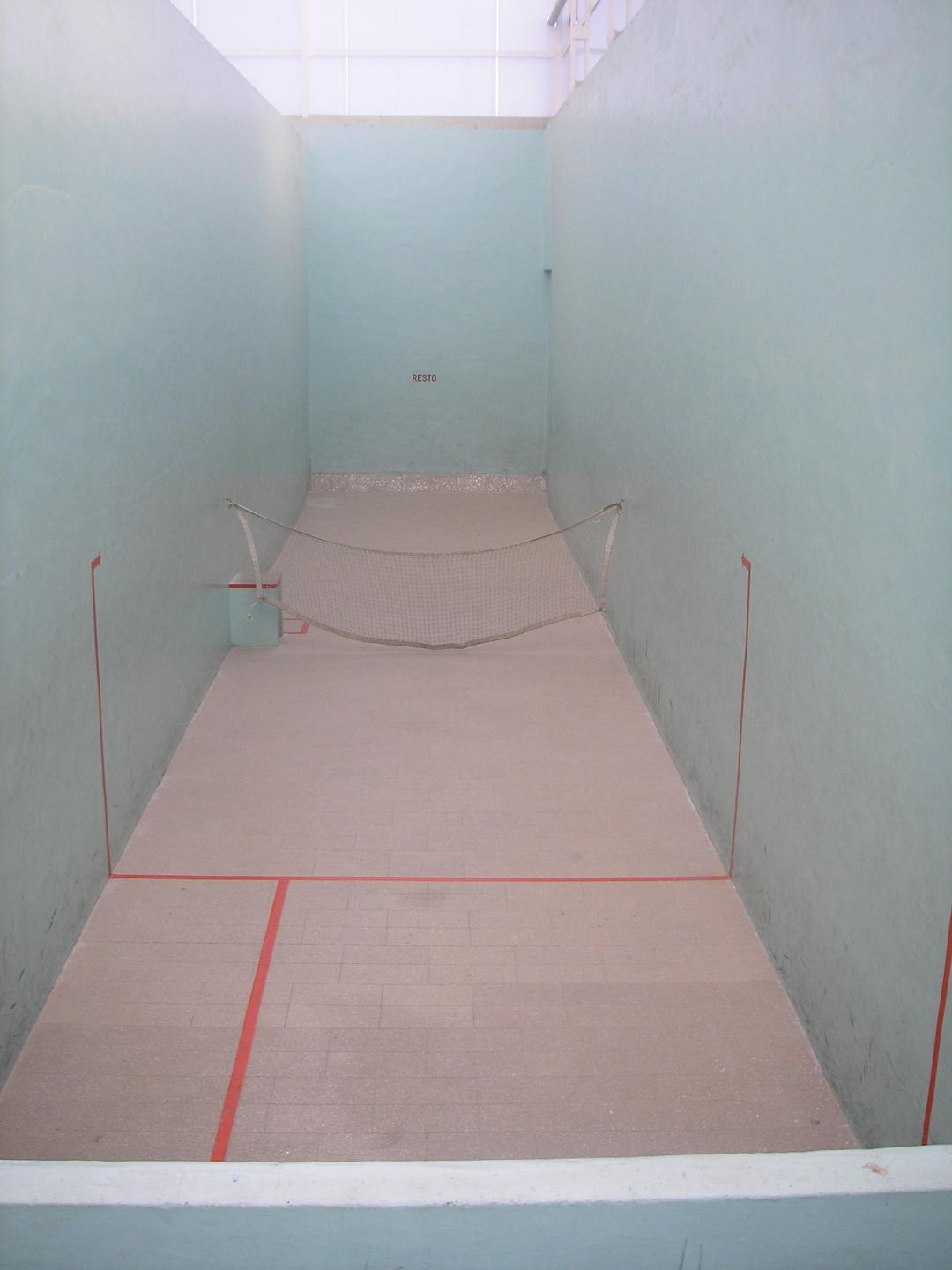
La galotxeta, Cancha des galotxetes

### Le trinquet
C’est sans doute le lieu le plus adapté à ce sport. C’est une enceinte fermée de forme rectangulaire faisant environ 40 à 60 mètres de long et 9 à 11 mètres de large. La piste s’appelle la « cancha ». Les deux murs les plus larges ont une hauteur égale à la largeur de l’enceinte. Une des deux parois est équipée de quatre gradins réservés au public : l’escalier ou gradins. La première marche, plus haute que les autres fait un mètre de haut et deux à deux mètres cinquante  de large.

### La rue
Traditionnellement, les parties se jouaient dans la rue. Chaque village avait une rue spécialement destinée au jeu. Cette rue devait être plane et avoir les dimensions approximatives d’un trinquet. Avec l’accroissement de la circulation automobile, il fut de plus en plus difficile d’y jouer. Aussi a-t-on vu se créer des rues artificielles spécialement destinées à la pratique de la pelote. On les appelle des « rues de la pelote » (carrer de la pilota). On y a reproduit tous les aspects d’une rue normale : fenêtres, balcon, portes, etc. On trouve ces fausses rues dans de nombreuses villes, en particulier à Monserrat, Torrent, Beniparrell, La Eliana, Meliana, Foyos, Albuixech, Xirivella, Calp ou Benidorm.

### Le Fronton
Ses caractéristiques sont celles d’un fronton de Pelote basque mais avec une largeur réduite (20 à 30 mètres). Ils sont de plus en plus utilisés à cause de la difficulté de jouer dans la rue ou les trinquets.

### La Galotxeta
C’est une enceinte de 20 mètres de large par 3,50 mètres de haut avec un filet central, quatre renfoncements dans les coins et une sorte de marche inclinée entre le sol et le mur du fond. On y pratique une modalité de jeu appelée « galotxetes ».

## Modalités de style direct
Il y a plusieurs façons de jouer à la pelote valencienne. On peut les regrouper en deux familles : le style direct et le style indirect.
Dans les modalités de style direct, les équipes se font face, les joueurs envoient la balle à l’opposé de leur terrain de jeu.

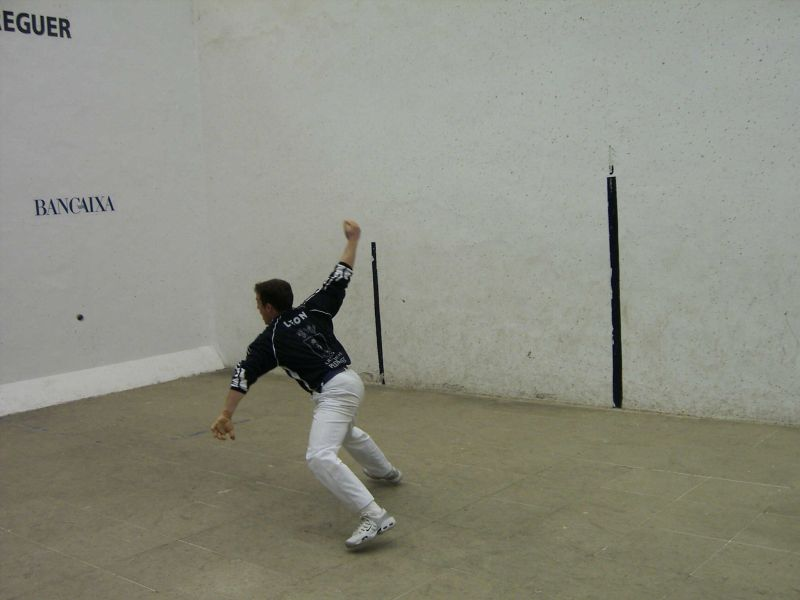
Un pelotari disputant une partie d’Escala i corda.
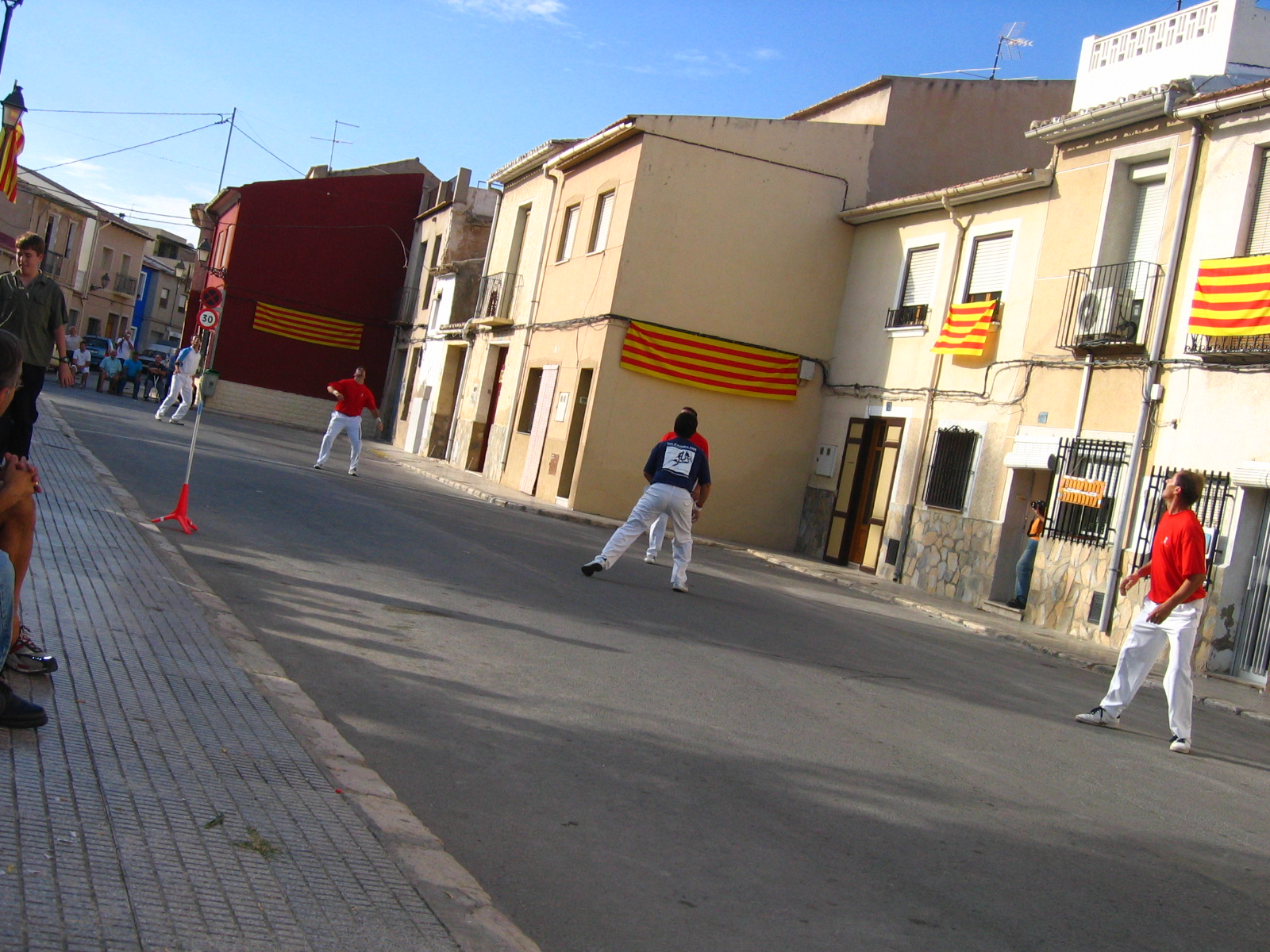
Partie de llargues à Benimagrell (San Juan de Alicante)
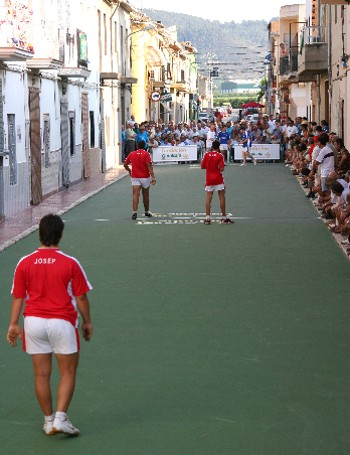
Partie de Raspall dans la rue.

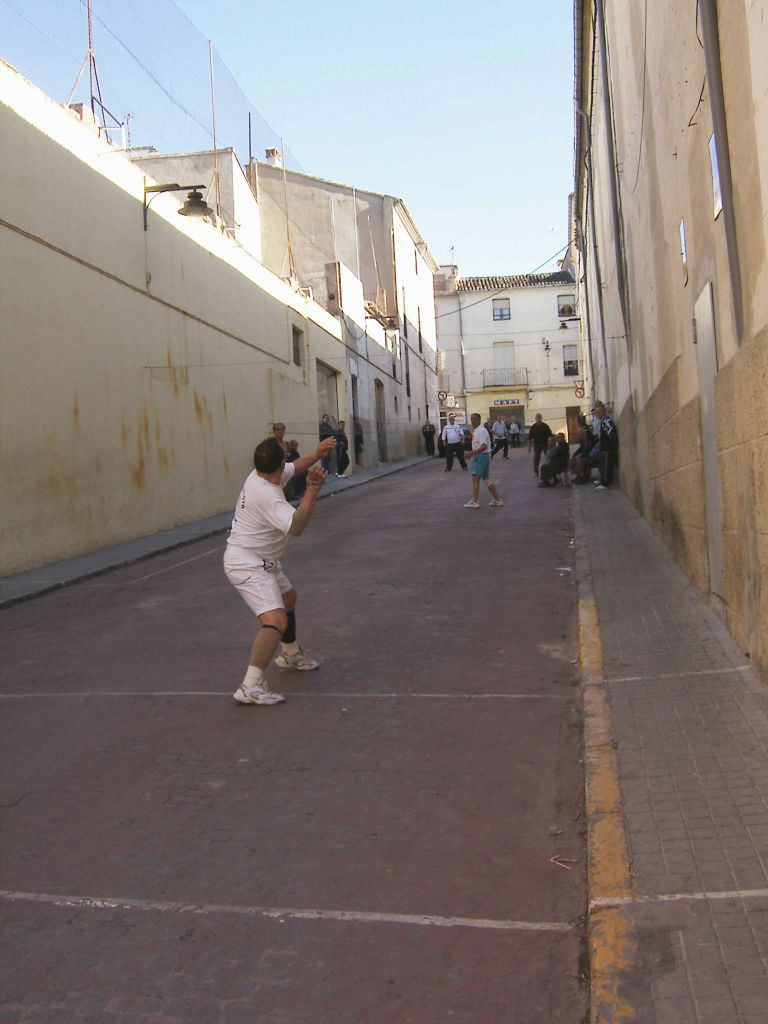
Partie de Galotxa dans la rue

### Escala i corda
C’est sans doute la modalité la plus connue et qui compte le plus de joueurs professionnels. On y joue dans un trinquet dans lequel on ajoute une corde au milieu de la cancha à un mètre de haut. Deux équipes de un, deux ou trois joueurs s’affrontent de part et d’autre. C’est un jeu en hauteur qui n’autorise qu’un seul rebond à la balle avant qu’elle n’aille dans le camp adverse (les rebonds sur les escaliers ne sont pas comptés). Le jeu consiste, comme au tennis, à renvoyer la balle dans le camp adverse en passant par-dessus la corde. Le point est perdu si la balle ne passe pas de l’autre côté, si elle passe par-dessous la corde ou si elle touche une autre partie de corps que la main. Les points se comptent comme au tennis.

### Galotxa
C’est un jeu comparable à l'Escala i corda mais il se joue dans la rue ou une rue artificielle. Les règles s’adaptent au terrain mais l’esprit reste le même.

### Llargues
C’est une modalité de jeu en hauteur, pratiquée dans la rue et qui n’autorise qu’un seul rebond. Les deux équipes sont constituées de 3, 4 ou 5 joueurs. Il faut faire rebondir la balle au-delà d’une ligne imaginaire sans que l’équipe adverse ne puisse la renvoyer. En général les équipes sont en bleu et en rouge. Le système de point peut être à « pujar i baixar », l’équipe perdante soustrayant des points au gagnant. Les joueurs portent des noms différents selon leur position dans la rue.

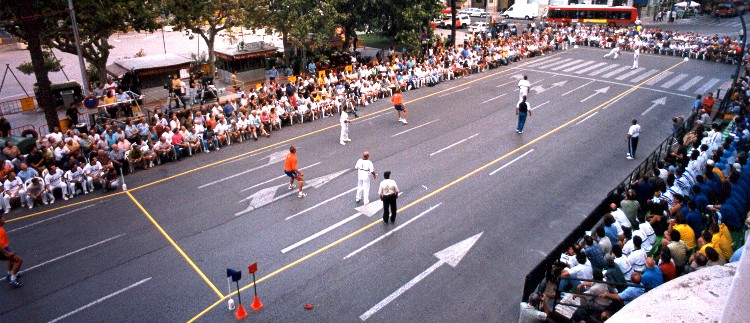
Sélection Valencienne de Pelote contre la sélection néerlandaise

### Raspall
C’est l’autre modalité qui compte des joueurs professionnels. On y joue dans un trinquet ou dans la rue. Elle doit son nom à la façon qu’a le joueur de racler (« raspar ») le sol avec la main pour renvoyer la balle. Ce n’est pas un jeu en hauteur car la balle roule fréquemment sur le sol. Pour gagner un point, il faut arriver à faire passer la balle derrière une ligne qui se trouve derrière le joueur adverse ou à toucher le fond du trinquet. C’est la modalité la plus dure physiquement.

### Galotxetes
Cette modalité se joue dans une « galotxeta », les équipes comptent un à deux joueurs. C’est un jeu en hauteur : le but est de placer la balle dans un des deux renfoncements (« cajones ») de l’équipe adverse et de ne pas perdre la balle sur le filet.

### Jeu international
Il s’agit de la modalité pratiquée dans les tournois internationaux. Elle est comparable au llargues mais avec certaines variantes. C’est un compromis entre les différentes façons de jouer de chaque pays.

## Modalités du style indirect
Les deux équipes s’affrontent en lançant la pelote contre un mur appelé « fronton ».

### Fronton
Cette modalité se différencie de la Pelote basque par les dimensions de l’aire de jeu (cancha) et les caractéristiques des pelotes. Chaque joueur envoie alternativement la balle sur le mur et doit le toucher en haut d’une marque dessinée. Le fronton valencien a de nombreuses similitudes avec le fronton international.

### Frare
Cette modalité est comparable à celle du Fronton mais elle se dispute sur une cancha légèrement plus petite et avec un fronton équipé de « biseaux » sur les côtés. Lorsque la pelote les frappe, elle rebondit de façon surprenante.
Parmi toutes ces modalités, les plus répandues sont l’Escala i corda et le Raspall. Ce sont les seules qui comptent des joueurs professionnels. La Galotxa est très populaire dans les provinces de Castellón et de Valence. Le Llargues est très prisé dans la province d'Alicante. Le jeu sur fronton connaît de plus en plus de succès car les installations se multiplient ainsi que les compétitions entre pelotaris basques et valenciens. Le galotxetes et le frare sont limités à des compétitions locales.

## Équipement

### Les pelotes
Chaque modalité de jeu a son type de pelote.

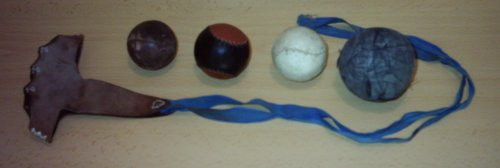
De gauche à droite : pelote de vaqueta, de badana, de tec et de galotxetes. Au-dessous un gant

- La pelote de vaqueta : Elle est utilisée pour l’Escala i corda, le Raspall et la Galotxa. C’est une balle très rapide et qui rebondit bien. Elle est faite de façon artisanale avec du bois, de la bourre et 8 triangles de cuir très dur. Son poids est défini de façon précise : 40 à 42 g, pour un diamètre de 42 mm. Son prix est relativement élevé (environ 800 €).

- La pelote de badana : C’est une balle souple utilisée au llargues. Elle ne nécessite pas de protections. Ses rebonds sont irréguliers et peu prévisibles. Elle est recouverte de cuir de génisse, son diamètre est de 38 mm pour un poids de 39 grammes. On l’utilise aussi pour les loisirs, le jeu de rue et l’entraînement des juniors.

- La pelote de Tec : Cette pelote tient son nom du bruit qu’elle produit, on l’utilise pour le Fronton valencien. Elle est très rapide et rebondit très bien, son utilisation nécessite l’usage d’équipements de protection. Elle est formée d’un noyau de bois recouvert de bourre et doublé de cuir de chèvre. Son poids est de 40 à 42 g pour un diamètre de 50 mm.

- La pelote de Galotxetes : Elle n’est utilisée que pour ce jeu. Bien qu’elle soit plus grosse et plus lourde que les autres elle ne nécessite pas l’usage de protections. Elle est faite avec des chiffons et n’a aucune faculté de rebond. Son diamètre est de 70 mm pour un poids de 60 grammes.

### Les gants
Ils servent à protéger les mains au moment où le joueur frappe la pelote. Ils sont en cuir d’agneau. Ils sont formés d’un triangle de peau destiné à couvrir la pomme de la main. Pour les fixer, on les attache à la main avec des rubans. Leur légèreté ne permet pas une protection suffisante, c’est pour cela que les joueurs ajoutent derrière des plaquettes d’acier ou même des éponges qu’ils fixent avec des sparadraps ! Ces protections se placent aussi au niveau des doigts.

### Les dés
On s’en sert pour jouer au raspall. Ils sont faits de peau ou d’intestins de cerfs. Il faut mettre un peu de coton pour les ajuster à la taille des doigts.

## Joueurs
Les joueurs de Pelote valencienne sont appelés « pelotaris ». Le plus souvent les joueurs amateurs sont spécialisés dans une modalité du jeu alors que les professionnels sont souvent amenés à se produire dans d’autres modalités. Il n’y a que deux modalités à avoir des joueurs professionnels : l’Escala i corda et le Raspall.
Traditionnellement, les joueurs géraient eux-mêmes leur agenda et leurs contrats, mais en 2005, une nouvelle compagnie, ValNet, dirigée par l’ancien pelotari Fredi, a pris sous contrat la plupart des joueurs professionnels.

### Pelotaris en activité les plus célèbres
- Álvaro
- Sarasol II
- Waldo
- Jan
- Martines

### Pelotaris retirés de la compétition
- Paco Cabanes Pastor(Genovés I)
- Julio Palau Lozano (Juliet d'Alginet)
- José Vicente Riera Calatayud (Nel de Murla)
- Alberto Arnal (Quart)
- Antonio Reig (Rovellet)
- Enric Sarasol (Sarasol I)

## Les paris
Les spectateurs peuvent parier sur les équipes.

## Aspects sociaux
Les parties de pelote, les réunions au trinquet et tout ce qui touche ce jeu se fait en utilisant la langue valencienne. On a continué à l'utiliser même sous la dictature de Franco. La pelote valencienne fut donc un bastion de cette langue régionale.
La pelote valencienne est devenue pour de nombreux Valenciens un sport national.
Certaines expressions en langue valencienne sont passées à l’espagnol par le biais de ce jeu. Ainsi, l’expression «va de bo» qui signifie que l’échauffement est terminé et que le jeu va commencer est maintenant utilisée en espagnol pour dire que « les choses deviennent sérieuses ».